# Leuctra dalmoni
Leuctra dalmoni är en bäcksländeart som beskrevs av Vinçon 2007. Leuctra dalmoni ingår i släktet Leuctra och familjen smalbäcksländor. Inga underarter finns listade i Catalogue of Life.